# Piz Buin
Piz Buin ( [ˌpits buˈiːn], též Großer Piz Buin, 3 312 m n. m.) je třetí nejvyšší hora pohoří Silvretta. Nachází se na státní hranici mezi Rakouskem (spolková země Vorarlbersko) a Švýcarskem (kanton Graubünden). Na vrcholu je postavený dřevěný kříž. Jedná se o nejvyšší horu Vorarlberska.
V těsném sousedství stojí poněkud nižší hora Piz Buin Pitschen též Kleiner Piz Buin (3 255 m) oddělená úzkým sedlem Buinlücke (3 054 m n. m.) Oba vrcholy jsou dostupné pouze horolezeckým způsobem.

## Výstup

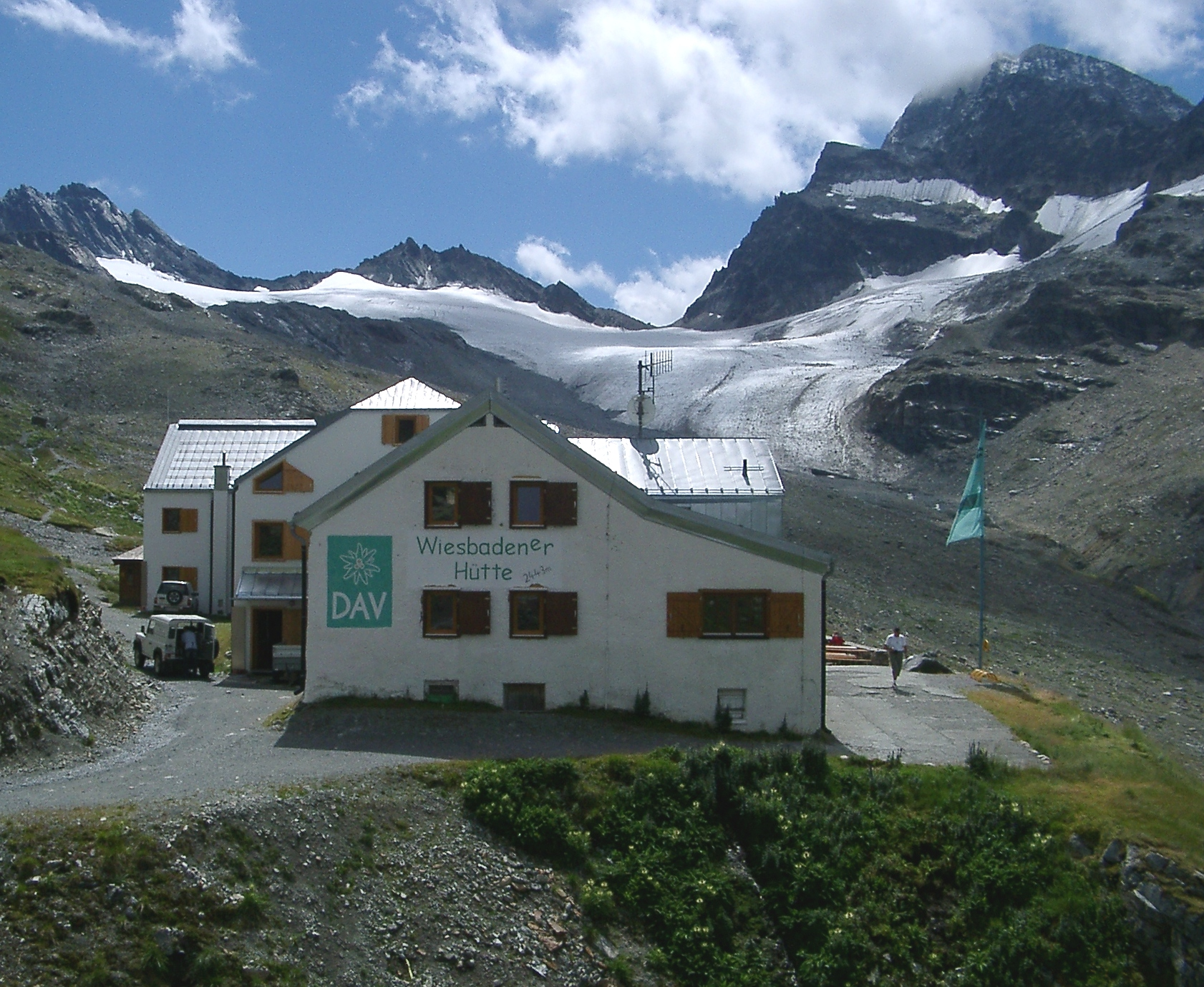
Horská chata Wiesbadener Hütte a pohled na Piz Bulín

Jako první vystoupili na vrchol Piz Buin 14. července 1865 horolezci Joseph Anton Specht z Rakouska a Johann Jakob Weilenmann ze Švýcarska, doprovázení dvěma horskými vůdci z údolí Montafon jménem Jakob Pfitscher a Franz Pöll.
Dnes se převážná většina výstupů koná ze severu z rakouské strany od přehradní nádrže Silvretta-Stausee, přes horskou chatu Wiesbadener Hütte na ledovec Ochsentaler Gletscher a do sedélka Buinlücke. Odtud skalnatým severozápadním hřebenem na vrchol. Závěrečný hřeben dosahuje horolezecké obtížnosti 2 UIAA.
Do sedélka Buinlücke se dá vystoupat také ze švýcarské strany od obce Guarda, případně až od níže položené stejnojmenné stanice Engadinské dráhy, okolo horské chaty Chamonna Tuoi.
Výstup je možný v létě pěšky a v zimě na lyžích. V každém ročním období je nezbytné použití horolezecké ledovcové výzbroje včetně lana, maček a cepínu.

## Odraz v jiných oborech
Značku „Piz Buin“ používá pro své výrobky sloužící k ochraně proti ultrafialovému záření farmaceutická společnost Johnson & Johnson. Výrobky pod touto značkou začal původně vyvíjet švýcarský student chemie Franz Greiter poté, co se roku 1938 při výstupu na vrchol ošklivě spálil.